# ألبرت دبليو. فاولر
ألبرت دبليو. فاولر (بالإنجليزية: Albert W. Fuller)‏ هو مهندس معماري أمريكي، ولد في 1854 في كلينتون في الولايات المتحدة، وتوفي في 1934 في ألباني في الولايات المتحدة.